# Sin retorno
Sin retorno è un film del 2010 diretto da Miguel Cohan.